# TTC Mörfelden
Der TTC Mörfelden (offizieller Name TTC Mörfelden 1952 e. V.) ist ein Tischtennisverein aus Mörfelden. Die Herrenmannschaft wurde viermal deutscher Mannschaftsmeister und gehört zu den Gründungsmitgliedern der Bundesliga. Eng verbunden mit dem Verein sind die langjährigen Spitzenspieler Erich Arndt und Dieter Michalek.
Derzeit (Juni 2009) sind drei Herren- und drei Damenmannschaften sowie eine Jugend- und Schülermannschaft aktiv.

## Geschichte
Die Gründung der Tischtennisabteilung innerhalb des Vereins SKV 1879 Mörfelden erfolgte kurz nach dem Zweiten Weltkrieg durch Otto Rohm, Theo Klonk und Edi Greifelt. Die Jugendarbeit unter Leitung von Kurt Egner und Otto Rohm zeigte zahlreiche Erfolge, u. a. wurden die Jugendlichen 1949/50 Südwestmeister.
1952 spaltete sich die Tischtennissparte des SKV Mörfelden ab und gründete am 26. September 1952 den eigenständigen Tischtennisverein TTC Mörfelden. Nach mehreren Aufstiegen erreichte die Herrenmannschaft 1953 die Oberliga, damals die höchste Spielklasse im deutschen Tischtennis.
In der Saison 1954/55 wurde das Herrenteam erstmals deutscher Meister. Im Endspiel besiegten Dieter Michalek, Erich Arndt, Harko von Noorden, Hermann Keim, Manfred Kehm und Erich Geiß den CTTF Bonn mit 9:4. Alle Spieler gingen aus der eigenen Jugendabteilung hervor. Ein Jahr später verteidigte das Team in der Aufstellung Erich Arndt, Dieter Michalek, Harko von Noorden, Hermann Keim, Erich Geiß und H. Weber den Titel durch einen 9:4-Sieg über BTTC Grün-Weiß Berlin. 1956/57 endete das Endspiel gegen Eintracht Frankfurt unentschieden 8:8. Wegen des besseren Satzverhältnisses von 21:19 gewann Mörfelden (Erich Arndt, Dieter Michalek, Hermann Keim, Harko von Norden, Hubert Nock, Erich Geiß) zum dritten Mal in Folge die deutsche Meisterschaft.
Den vierten Titel holten Erich Arndt, Dieter Michalek, Adolf Richardon, Hermann Keim, Hubert Nock und Horst Hiebsch in der Saison 1959/60 vor dem TTV Metelen. Ein Jahr später wurde das Team auf Grund des schlechteren Satzverhältnisses Zweiter hinter Borussia Düsseldorf.
Als 1966 die Bundesliga gegründet wurde, war Mörfelden als Zweiter der Oberliga Südwest dabei (Erich Arndt, Dieter Michalek, Rudi Leskowics, Horst Hiebsch, Siegfried Budzisz, Wolfgang Hardt, Klonk, Best). 1969 erfolgte der Abstieg, 1971 der Wiederaufstieg. 1974/75 erreichte Mörfelden den dritten Tabellenplatz. Mit dem Abstieg 1981 verabschiedete sich der Verein aus der Bundesliga. Damals hatte der Verein 21 aktive Mannschaften und mehr als 400 Mitglieder.
Derzeit (Juni 2009) spielen die Herren in der Hessenliga und die Damen in der Bezirksliga.

## Persönlichkeiten
- Hermann Schmitt-Vockenhausen (1923–1979), Politiker[2]